# Triavna
Triavna o Tryavna (en búlgaro: Трявна, ortografía hasta 1945 Trѣvna) es una ciudad en la provincia de Gabrovo, Bulgaria del norte central.  Es el centro administrativo y económico del municipio de Tryavna, situada en los Balcanes en el valle del río Triavna. En el año 2009, la población ascendía a 9.831 habitantes.
La localidad es famosa por la industria textil y por las típicas construcciones del periodo del Renacimiento Nacional Búlgaro. La población contiene hasta 140 monumentos culturales, museos y exposiciones.

## Historia
La ciudad fue fundada a principios de la era Tracia. Sin embargo los primeros documentos que reflejan su existencia pertenecen al siglo XII. Durante la ocupación otomana de Bulgaria los habitantes locales defendieron el paso obteniendo privilegios por esta razón. Uno de estos privilegio fue que sólo los búlgaros podía vivir en la ciudad no teniendo acceso los turcos a la misma.
Durante el período de renacimiento nacional búlgaro, la ciudad estuvo muy involucrada en el desarrollo de la artesanía. Las casas construidas durante este periodo tienen un diseño arquitectónico propio. Las plantas bajas tenían formas irregulares y era donde se instalaban los artesanos y los comerciantes. Los pisos superiores destacan las molduras ornamentadas en madera de las ventanas. Los tejados están cubiertos con losas trabajadas.

## Población
| Triavna                                                                                | Triavna | Triavna | Triavna | Triavna | Triavna | Triavna | Triavna | Triavna | Triavna | Triavna |
| -------------------------------------------------------------------------------------- | ------- | ------- | ------- | ------- | ------- | ------- | ------- | ------- | ------- | ------- |
| Año                                                                                    | 1946    | 1956    | 1965    | 1975    | 1985    | 1992    | 2001    | 2005    | 2007    | 2009    |
| Población                                                                              | 4 355   | 5 965   | 9 690   | 12 532  | 12 909  | 12 491  | 11 131  | 10 393  | 10 160  | 9 831   |
| Fuentes: Instituto Nacional de Estadística, „Citypopulation.de“, „Pop-stat.mashke.org“ |         |         |         |         |         |         |         |         |         |         |

## Principales puntos de interés
Desde la plaza principal del pueblo, plaza Capitán Dyado Nikola, se puede contemplar la torre del reloj, que data de 1814. Al lado de la torre se encuentra el puente antiguo. En otra parte de la plaza se encuentra el Shkoloto inaugurado en 1839. Enfrente de este edificio se encuentra la iglesia del Arcángel San Miguel. La iglesia fue fundada en el siglo XII siendo reconstruida en 1821.
Museo de arte Budista y Africano
El Museo de Pintura de Iconos muestra una colección de iconos del siglo XIX de la escuela de Triavna. Entre los iconos se encuentran obras de las dos principales familias de pintores de iconos de la ciudad, la Vitanov y la Zahariev.

### Principales casas del resurgimiento nacional
La Casa Raikov es una casa del resurgimiento nacional edificada en 1846 que sirvió de residencia para el químico Pencho Raikov.
La Casa Daskalov fue edificada en 1804 para el rico mercader de aceite y seda Hristo Daskalov. El elemento más importante de la casa son los techos de la parte superior. Estos techos son obra de Dimitur Oshanetsa y su aprendiz Ivan Bochukovetsa que se retaron en una competición artística para demostrar sus habilidades artesanales. En ambos techos se realizaron sendas representaciones del sol, en el que el maestro realizó adornos vegetales mientras que el aprendiz realizó a motivos geométricos.
La Casa Slaveykov fue construida para el escritor Petko Slaveykov, padre de Pencho Slaveykov.
La Casa Kanchev es donde nació el revolucionario Angel Kanchev. En la actualidad la casa muestra una pequeña muestra de armas de fuego.

## Galería

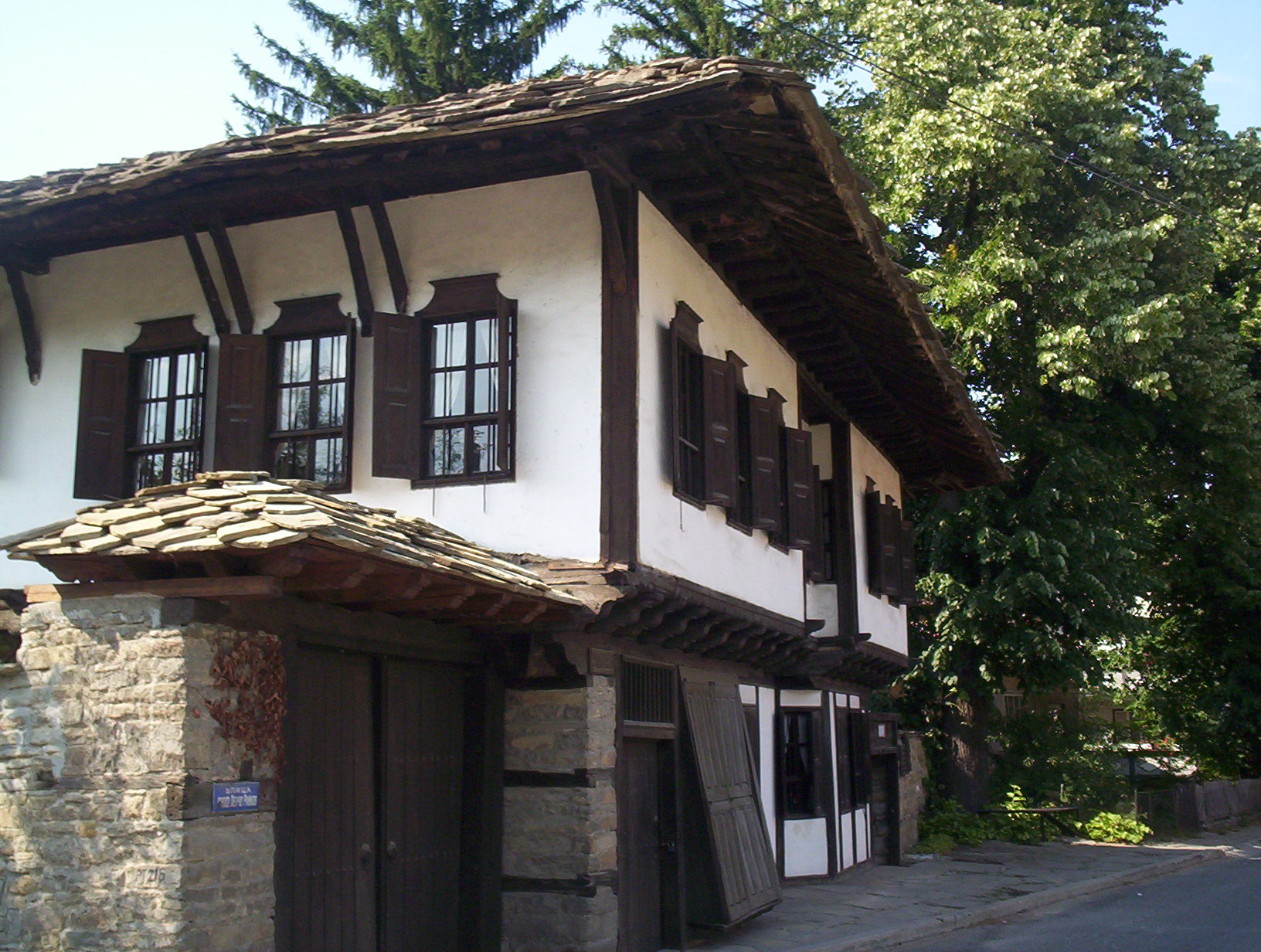
Arquitectura típica de Triavna.
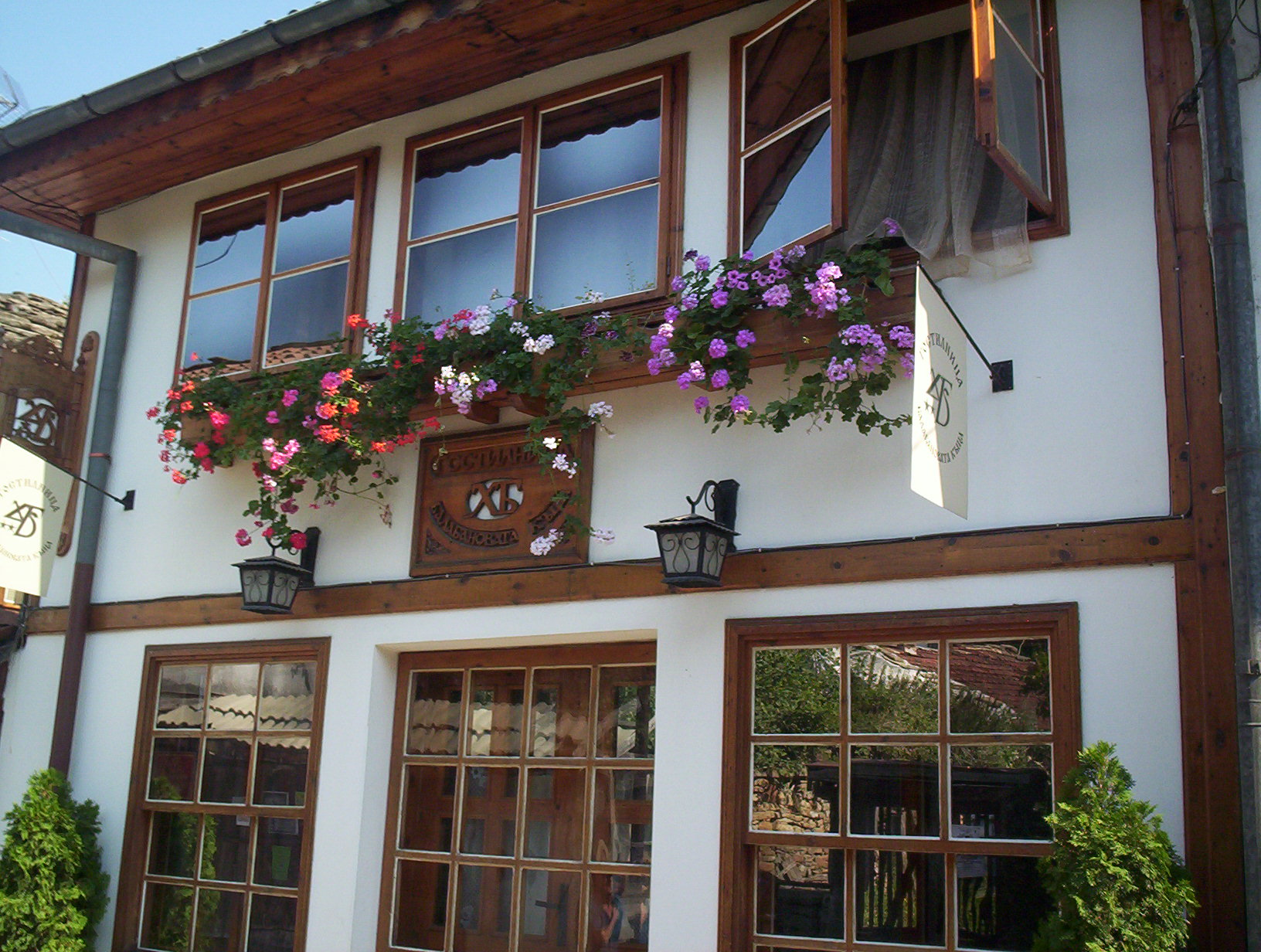
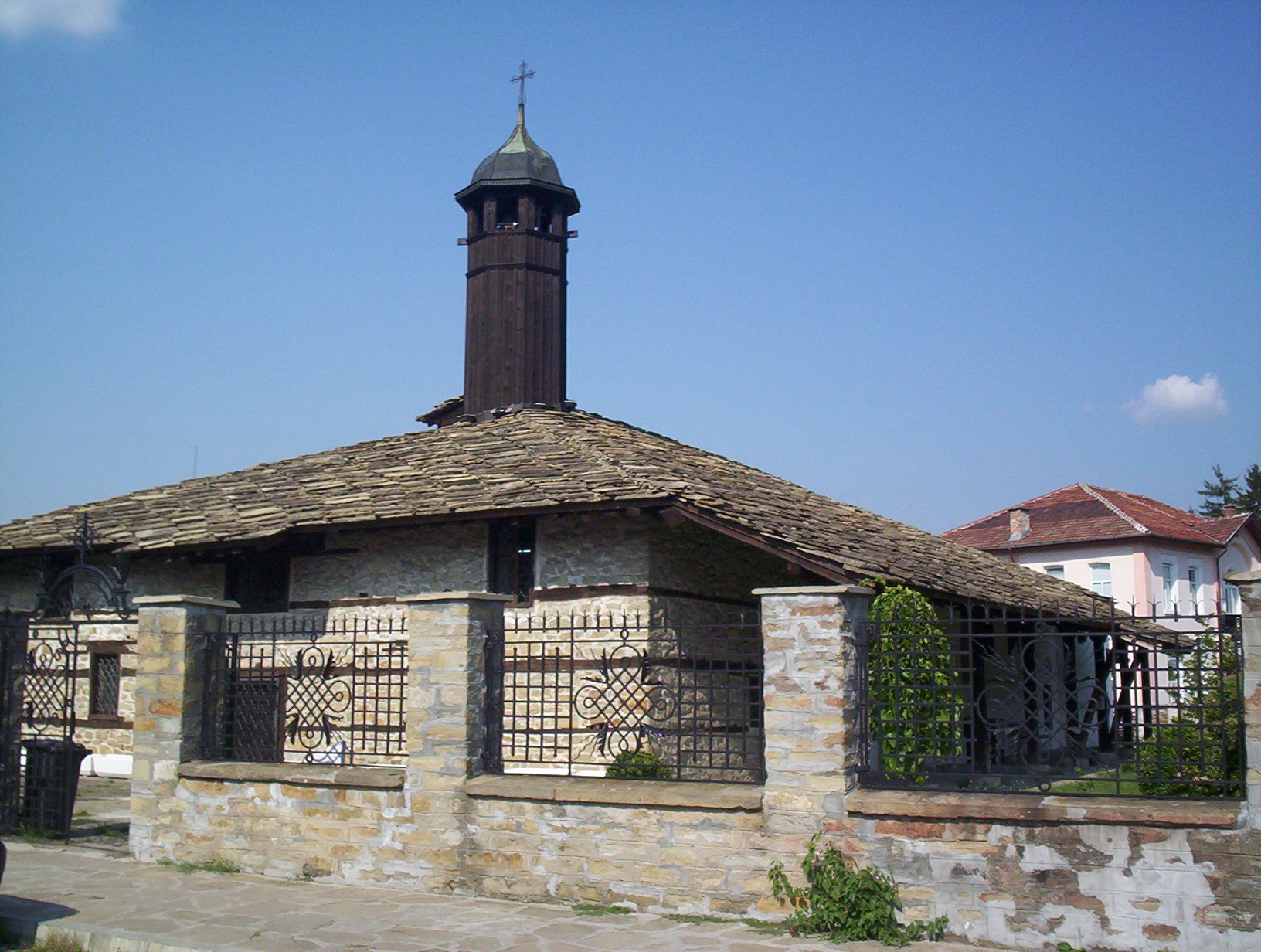
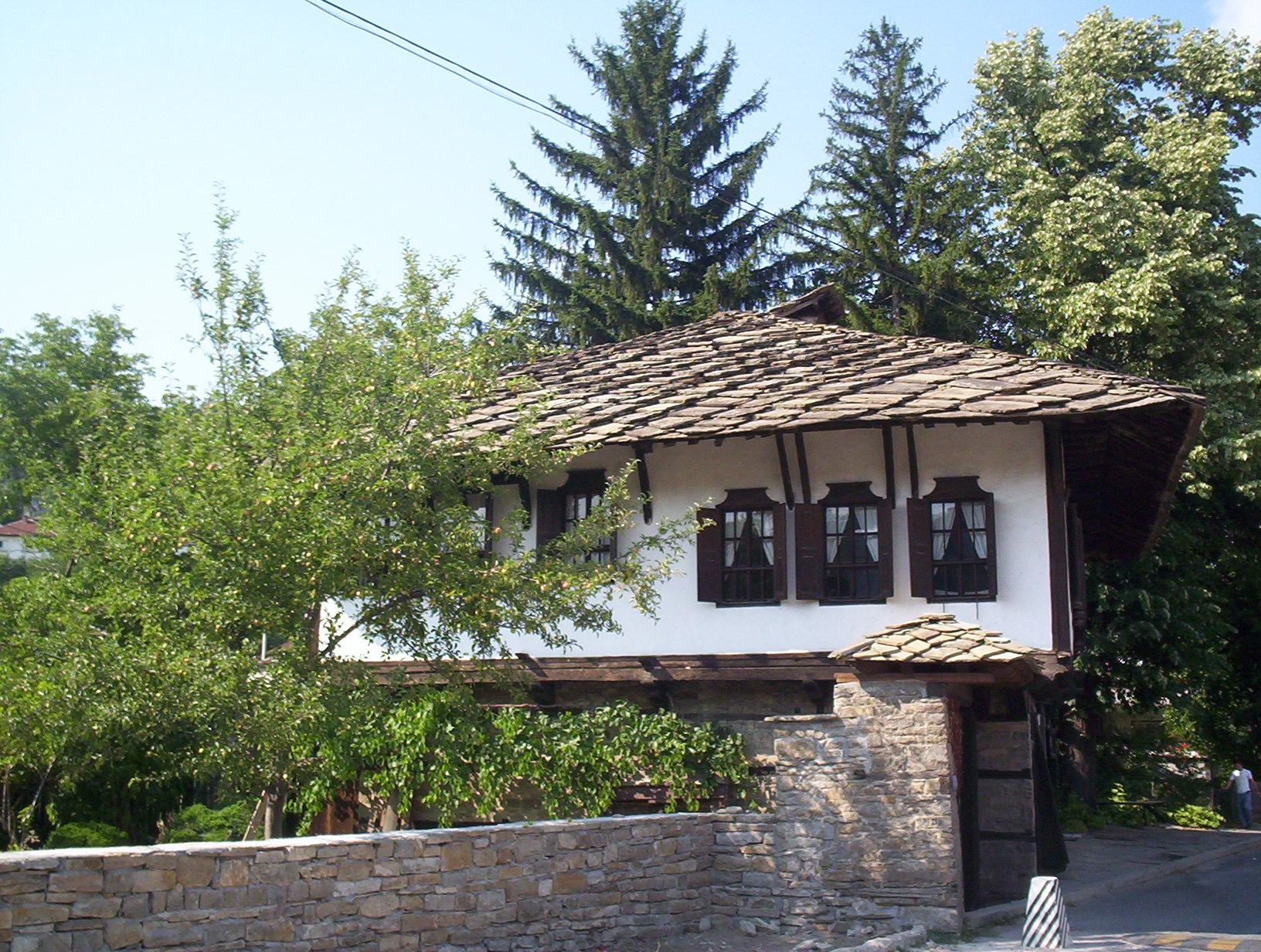

## Ciudades hermanadas
- Brienz ( Suiza)